# Hans Bollinger (Pädagoge)

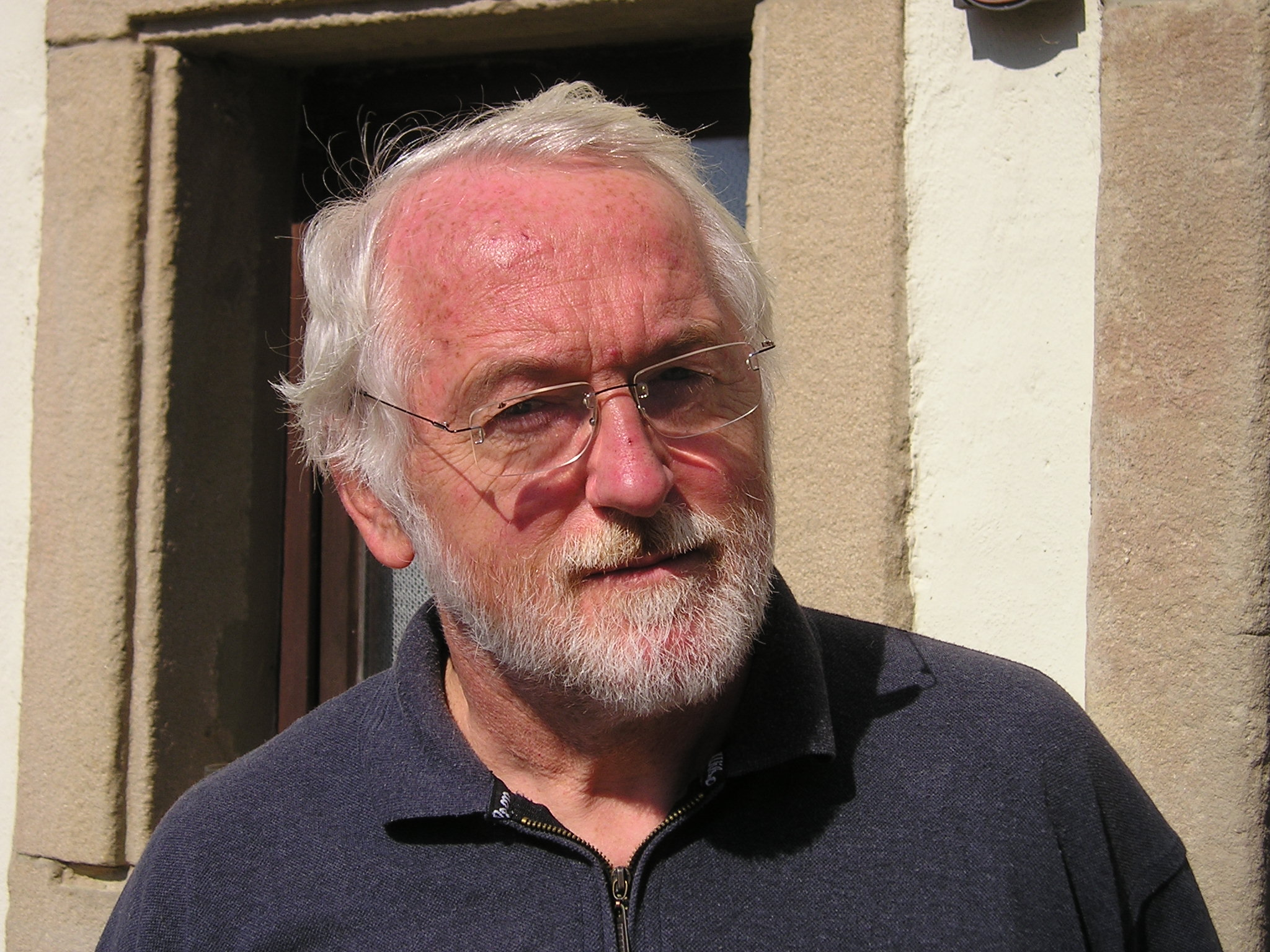
Hans Bollinger

Hans Bollinger (* 26. Oktober 1949 in Wörschweiler) ist ein deutscher Lehrer und Musiker.

## Leben
Hans Bollinger wurde als jüngerer Sohn des Verwaltungsbeamten Walter Bollinger und seiner Ehefrau Erika geboren. Seine Kindheit und Jugend verbrachte er in seinem Geburtsort Wörschweiler, in dem er von 1956 bis 1960 die evangelische Volksschule besuchte. 1960 wechselte er in das Zweibrücker Helmholtz-Gymnasium, wo er 1969 sein Abitur ablegte. Im gleichen Jahr nahm Bollinger sein Studium an der seinerzeitigen Pädagogischen Hochschule in Saarbrücken auf. 1972 legte er dort sein Examen für das Lehramt an Grund- und Hauptschulen in den Fächern Musik und evangelische Religion ab.
Hans Bollinger lebt im „UNESCO-Biosphärenreservat Bliesgau“ in Gersheim. Er ist verheiratet und hat zwei erwachsene Söhne.
Seine berufliche Laufbahn begann Hans Bollinger an der Gesamtschule Dillingen/Saar, an der er bis zum Jahr 1982 lehrte. Danach wechselte er zur Realschule Am Ludwigspark in Saarbrücken, wo er bis 1983 arbeitete. Im gleichen Jahr wurde Bollinger an die Realschule in Gersheim versetzt, die im Jahr 1986 in eine Gesamtschule umgewandelt wurde. An dieser Schule wurde er 1999 zum Rektor ernannt und blieb dies weitere neun Jahre. Im Jahr 2008 wechselte Bollinger auf die Stelle des Leiters von Spohns Haus, einem ökologischen Bildungszentrum mit Schullandheim in Gersheim.
Hans Bollinger ist verheiratet mit der polnischen Sozialreferentin Krystyna Bollinger geb. Zawisza. Aus der Ehe gingen zwei Söhne hervor.

## Partnerschaft mit Polen
Einen besonderen Schwerpunkt seiner Aktivitäten in Spohns Haus legt Bollinger auf den partnerschaftlichen Austausch mit Polen. Dabei kommt eine offizielle Partnerschaft zum Tragen, die 2009 zwischen dem Saarland und der ostpolnischen Region „Podkarpackie“ (Karpatenvorland) geschlossen wurde. Insbesondere fördert Bollinger den Austausch von Jugendlichen beider Länder. In diesem Zusammenhang startete er etliche Einzelprojekte, die im Jahreszyklus in Spohns Haus durchgeführt werden. Nahezu alle Einzelprojekte werden in Kooperation mit dem Deutsch-polnischen Jugendwerk (DPJW) veranstaltet.:

- Deutsch-Polnische Pädagogische Konferenz
- Internationale Europawoche (mit Teilnehmern aus fünf europäischen Nationen)
- Deutsch-polnische Jugendfreizeiten (jeweils 14 Tage in den Sommermonaten)
- Deutsch-Polnische Ökumenische Begegnungswoche

## Europäische Ausrichtung
Ebenso wie am Austausch mit Polen arbeitet Bollinger an der Förderung und Verbreitung des europäischen Gedankens. Er führt mit anderen europäisch ausgerichteten Kooperanten (Maison Robert Schuman (Metz), Europäische Akademie Otzenhausen, Asko Europa-Stiftung u. a. m.) Maßnahmen zur Integration und Förderung des europäischen Bewusstseins bei Jugendlichen durch. Kernpunkt dieser Angebote sind Freizeit-Workshops für europäische Jugendliche mit ökopädagogischer Begleitung (Schwerpunkt: Bildung für nachhaltige Entwicklung (BNE)).

In besonderer Weise engagiert sich Bollinger für das von ihm und seiner Berufskollegin Gaby Schwartz ins Leben gerufene Projekt „Begegnungen auf der Grenze“. Im Rahmen dieses Projektes werden von Mai bis November eines jeden Jahres kulturelle Veranstaltungen aller Genres im Europäischen Kulturpark Reinheim angeboten. Die Veranstaltungen weisen europäische Bezüge auf und sind Völker verbindend konzipiert.

## Der Musiker

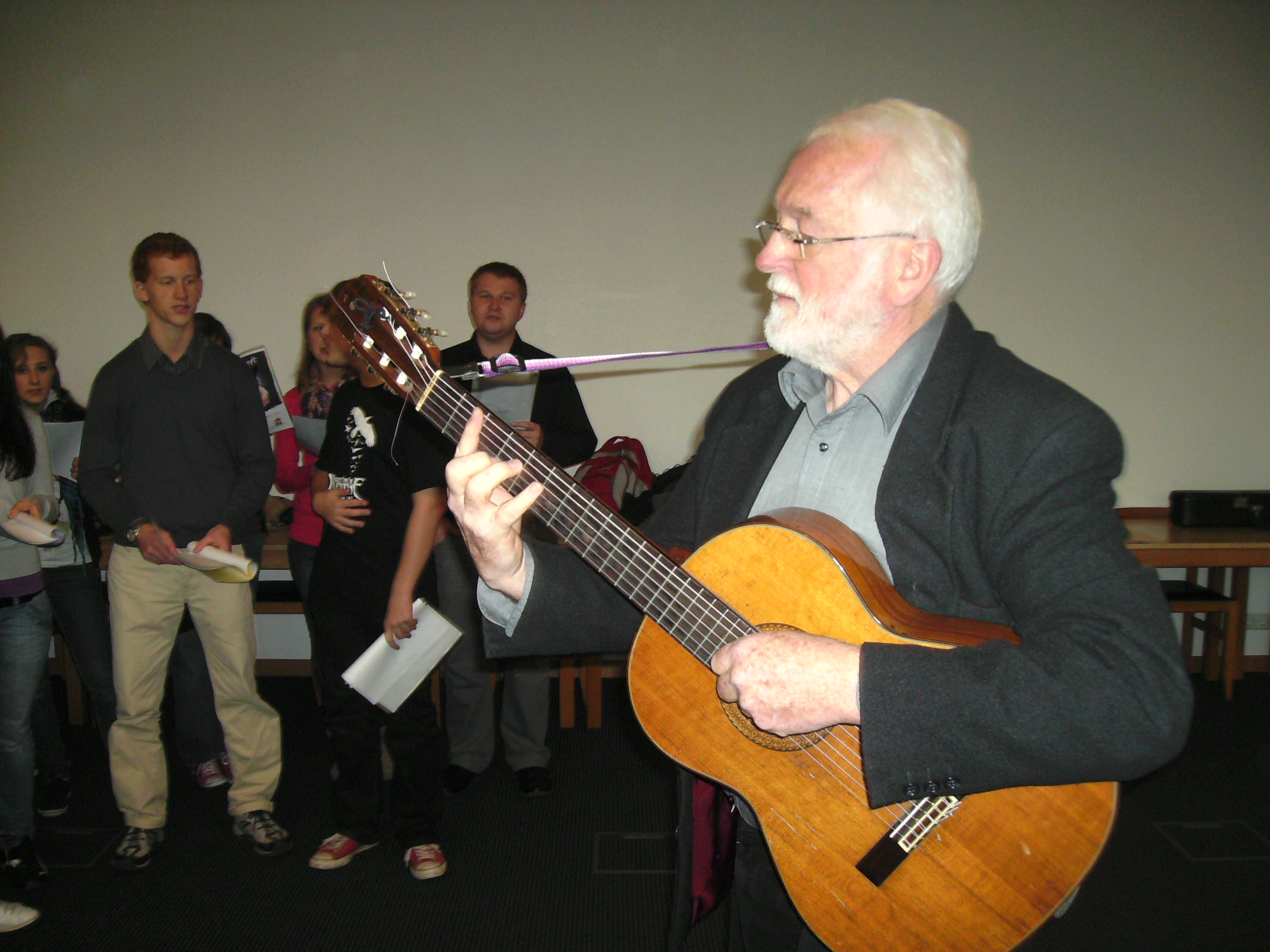
Hans Bollinger 2010

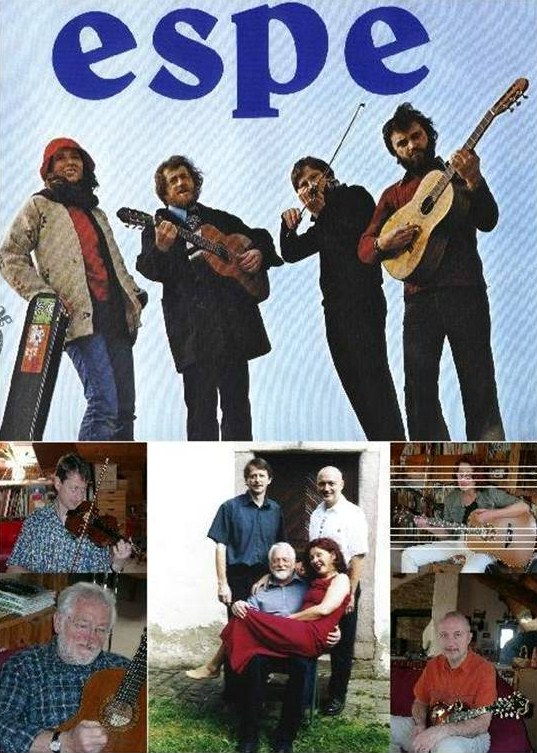
Die Band Espe

Hans Bollinger war Mitbegründer und Kopf der Musikgruppe Espe, die von 1976 bis 1993 nationale und internationale Auftritte hatte und zahlreiche Schallplatten und CDs publizierte. Espe interpretierte traditionelles jiddisches Liedgut und schuf neue Lieder in jiddischer Sprache. Bollinger war Sänger und Gitarrist in der Gruppe. Die übrigen Mitglieder waren seine Schwägerin Gabi Heleen Bollinger, Walter Krennrich (verstorben 2012) und Thomas Doll. Unter anderem schrieb auch der saarländische Schriftsteller Ludwig Harig Liedtexte für die Gruppe. Internationale Aufmerksamkeit errang Espe durch ihre Revue „Jankele“, in der das Leben der Ostjuden in den letzten einhundert Jahren nachgezeichnet wurde.
Nach der Auflösung von Espe trat und tritt Bollinger als Liedermacher solo und in wechselnden Besetzungen auf, unter anderem mit den Liedermachern Hein & Oss Kröher, mit denen ihn eine enge Freundschaft verband.

## Auszeichnungen
- 2003 Verdienstorden der Republik Polen (Kavalierskreuz)[2]
- 2008 Bundesverdienstkreuz am Bande
- 2011 Ehrentitel „Dobry Sąsiad / Guter Nachbar“ des Deutsch-Polnischen Jugendwerks[3]
- 2013 Großer Verdienstorden der polnischen Woiwodschaft Podkarpackie[4]
- 2013 Verdienstorden der Stadt Drohobytsch/Ukraine[5]
- 2014 Ehrenmedaille „Bene Merito“ für die Förderung der deutsch-polnischen Freundschaft
- 2016 Medaille „Honoris Gratia“ des Krakauer Stadtpräsidenten

## Diskographie
Mit Espe
- 1977 Wo soll ich mich hinkehren?, Deutsche Lieder, (LP) – Hansa – Der andere Song, Berlin (28 923)
- 1977 Jiddisch, Jiddische Lieder (1), (LP) Hansa – Der andere Song, Berlin (28 924)
- 1978 Sog nischt kejnmol as du gejst dem leztn weg, Jiddische Lieder (2), (LP) – Label „ESPE Musik“ (ES 5020) (ID 370179)
- 1979 Maseltow. Jiddische Lieder (3), (LP) – Label „Espe Musik“ (ES 5030)
- 1981 Wenn alle Brünnlein fließen (mit Hein & Oss Kröher), (LP) – DPWV/Stockfisch P 801
- 198? Komm zu Dir, komm zu allen – Espe singt Ludwig Harig, Rokoko- und Simpliciuslieder, (LP) – Label „Espe Musik“ (ES 5080)
- 1985 Espe Live, (LP) – Label „Espe-Musik“ (ES 5090)
- 1986 Pflanzet den Freiheitsbaum – Lieder aus dem Vormärz (mit Hein & Oss Kröher), (LP) – SPK (Saar-Pfalz-Kreis) 1832/pläne
- 1988 Jankele. Eine jiddische Revue, (LP) – Label „Espe-Musik“ (ES 5095)
- 1988 Der Mensch zum Menschen werden muss, (LP) – Label „Espe Musik“ (ES 5060)

Solo-Produktionen
- 1996 Fort mit der Zeit zu schreiten…, Lieder von Joseph von Eichendorff (mit Thomas Doll und Christoph Kleuser),  (CD) – Label „Espe Musik“ (ID 285832)
- 2021 Auf vielen Straßen dieser Welt – Mit Liedern unterwegs zu Abenteuern, (CD mit Textbuch) – Spurbuch Verlag, Baunach ISBN 978-3-88778-608-3

## Literarische Werke
Hans Bollinger: Unterwegs in Polen. Begegnungen mit Menschen, ihrer Geschichte und Heimat. Geistkirch Verlag, Saarbrücken 2016, ISBN 978-3-946036-49-4.